# Die Liebenden (1958)
Die Liebenden (Originaltitel: Les Amants) ist ein Spielfilm des französischen Regisseurs Louis Malle aus dem Jahre 1958 mit Jeanne Moreau in der Hauptrolle. Er basiert (ungenannt) auf der Novelle Nur eine Nacht (Originaltitel: Point de lendemain) von Vivant Denon.

## Handlung
Jeanne Tournier ist mit dem wohlhabenden Verleger Henri Tournier verheiratet. Henri vernachlässigt seine Frau und verbringt die meiste Zeit in seiner Druckerei. Im Einverständnis mit ihrem Mann besucht Jeanne etwa einmal im Monat ihre Freundin Maggy in Paris, um sich zu amüsieren. Dort lernt sie den erfolgreichen, gutaussehenden und charmanten Polospieler Raoul Flores kennen. Dessen Avancen schmeicheln ihr. Hin- und hergerissen zwischen der ländlichen Tristesse ihrer Ehe und dem vermeintlich verheißungsvollen Leben im Umfeld von Maggy und Raoul fährt Jeanne immer öfter nach Paris, was bei Henri zunehmend Misstrauen und Eifersucht weckt. Er lädt daher Jeannes Freunde kurzerhand zu sich ein. Jeanne fährt daraufhin nach Paris, um die beiden einzuladen, auch wenn sie selbst vor dem Zusammentreffen der beiden Männer Angst hat.
Die beiden sagen zu, und Jeanne fährt einige Stunden vor ihnen los, um die Gäste dann am Abend bei sich zu empfangen. Auf dem Weg hat sie jedoch eine Autopanne und muss einen zunächst etwas mürrischen und flegelhaften Autofahrer, den Archäologiestudenten Bernard, bitten, sie mitzunehmen. Endlich zuhause angekommen, sind Maggy und Raoul bereits da und unterhalten sich im Garten mit Jeannes Ehemann Henri. Dieser drängt den hilfsbereiten Bernard dazu, die Nacht über zu bleiben und am gemeinsamen Abendessen teilzunehmen, obwohl Bernard als einfacher Student augenscheinlich nicht in die High-Society-Villa des Verlegers passt und von allen eher abschätzig behandelt wird. Das gemeinsame Abendessen wird dann schließlich – wie befürchtet – zu einem Debakel für Jeanne: Henri mimt einen verliebten Ehemann, um seinen Nebenbuhler zu demütigen; Raoul, ohne um Jeanne zu kämpfen, offenbart sich als oberflächlicher, geistloser Schwätzer, und Maggy sich als dumme, der Mode hinterlaufende, ebenso geistlose Frau.
So brechen für Jeanne sowohl ihr altes, ohnehin nicht mehr lebbares Eheleben wie auch ihr zweites, scheinbar glamouröses, aber im Grunde ebenfalls leeres und auf einem schönen Schein aufgebautes Leben gleichermaßen zusammen. Als sie in der Nacht dann laute Musik aus der Bibliothek hört – in der sich Bernard auf Einladung Henris frei aufhalten darf –, läuft sie nach unten, sieht aber niemanden. Nachdem sie die Musik leiser gedreht hat und annimmt, der Gast sei schon schlafen gegangen, läuft sie in den Garten, um der drückenden Schwere des Hauses zu entfliehen.
Im Garten begegnet sie Bernard, den sie zunächst harsch zurückweist, der sich jedoch beharrlich für sie interessiert und mit ihr in ein ernstes Gespräch kommen möchte. Er verzichtet auf Floskeln und Oberflächlichkeiten, kritisiert vielmehr Jeanne offen für ihre falschen Lebensentwürfe, genauso wie er die übrigen Personen aus Jeannes Umgebung für ihre affektierte und „aufgeblasene“ Art verabscheut. Die beiden verlieben sich „durch einen einzigen Blick“, wie es die immer wieder auftauchende auktoriale weibliche Stimme aus dem Off nennt, und erleben eine lange und intensive Liebesnacht, in der es ihnen scheint, als hätten sie sich schon immer gekannt und als würden nun alle Träume und unerfüllten Begierden ihres Lebens in Erfüllung gehen.
Am nächsten Morgen reisen sie beide, ohne sich den Anderen zu erklären, gemeinsam ab und fahren in Bernards Ente ins Ungewisse einer verheißungsvollen, aber unsicheren und vor allem unbekannten Zukunft. Während jedoch Bernard das gegenwärtige Glück ganz ungebrochen zu genießen scheint, erlebt Jeanne die Loslösung von ihrem alten Leben und ihrem falschen, maskenhaften Selbst als schmerzvollen Prozess. Aber beide sind sicher, das Richtige zu tun.

## Würdigung und Rezeption
Im Zentrum des Films steht die ausführliche und durch ekstatische Kammermusik von Johannes Brahms untermalte Inszenierung der Liebesszene zwischen Jeanne und Bernard, die sich immer wieder beteuern: „Ich liebe dich!“ – „Ich liebe dich wirklich!“ Im Kontrast zu dieser „absoluten“, bedingungslosen Liebe steht die Leere und Maskenhaftigkeit der bourgeoisen High Society, die Malle sowohl in ihrer zynisch-konservativen (der Ehemann Henri) wie auch in ihrer hedonistisch-prunksüchtigen Form (Maggy, Raoul) als oberflächlich und innerlich erstarrt darstellt.
Durch die Darstellung des Ehebruchs einer Mutter, die wegen eines jungen Mannes ihre Familie verlässt und durch die Betonung des Konventionen sprengenden Charakters der Liebe, löste der Film bei seinem Erscheinen in den 50er Jahren einen Skandal aus. Das oberste Gericht der USA hatte eine Klage wegen Obszönität zu behandeln […], obschon der Film nach heutigen Standards sexuell keineswegs explizit ist.
Um nicht zu zeigen, dass Jeanne neben ihrem Ehemann auch ihre kleine Tochter zurücklässt, eliminierte die deutsche Verleihfirma alle Szenen mit dem Kind aus dem Film. Auch eine Sequenz, die das Paar gemeinsam in der Badewanne zeigt sowie die Andeutung, dass beim Liebesspiel Cunnilingus praktiziert wird, wurden herausgeschnitten. Das deutsche Fernsehen stellte später die vollständige Fassung wieder her.
Obgleich Die Liebenden in Deutschland nicht allzu bekannt wurde, war der Film international eines von Malles bekanntesten Werken und festigte seinen Ruf als bedeutender Regisseur der Nouvelle Vague. Bei den Filmfestspielen von Venedig wurde Die Liebenden 1958 mit dem „Spezialpreis der Jury“ ausgezeichnet sowie für den Goldenen Löwen nominiert. Ein Jahr später wurde Alain Cuny als bester Darsteller mit dem französischen Filmpreis Étoile de Cristal geehrt.
Der Filmdienst schreibt über den Film:

„Malle inszenierte seinen zweiten Spielfilm mit ironisch unterspülter Präzision und poesievoll-romantischer Delikatesse. Seine beachtlichen künstlerischen Qualitäten überzeugen im Gegensatz zu seiner Wertung als ‚erotischer
Skandalfilm‘ zur Uraufführungszeit auch heute noch.“

## Urteil des Supreme Court
Der Oberste Gerichtshof der Vereinigten Staaten urteilte 1963 in seiner Entscheidung zu Jacobellis v. Ohio (378 U.S. 184), dass der Film nicht „obszön“ (engl.: obscene), und daher durch den 1. Zusatzartikel zur Verfassung der Vereinigten Staaten geschützt ist. Zuvor war Nico Jacobellis, der den Film in seinem Kino zeigte, von einem Gericht in Ohio für schuldig befunden worden. Der Oberste Gerichtshof von Ohio bestätigte das Urteil, bis es in letzter Instanz verworfen wurde.
Das Statement „I know it when I see it“ von Richter Potter Stewart in der Begründung seines Sondervotums wurde zu einem der bekanntesten Zitate des Obersten Gerichts. Stewart erklärte, dass Hard-Core-Pornografie nicht durch die Verfassung geschützt sei, und obwohl er keine Definition für diese Art von Inhalt angeben kann, Die Liebenden nicht darunter falle.

“I shall not today attempt further to define the kinds of material I understand to be embraced within that shorthand description [‘hard-core pornography’]; and perhaps I could never succeed in intelligibly doing so. But I know it when I see it, and the motion picture involved in this case is not that.”

„Ich werde heute nicht versuchen, die Art von Inhalten genauer zu definieren, die ich von dieser schlagwortartigen Beschreibung [‚Hard-Core-Pornographie‘] erfasst sehe; und vielleicht würde es mir nie gelingen, dies in verständlicher Weise zu tun. Aber ich weiß es, wenn ich es sehe, und der streitbefangene Film gehört nicht dazu.“

## Sonstiges
Als Filmmusik ist das Streich-Sextett Opus 18 in B-Dur (1. und 2. Satz) von Johannes Brahms zu hören.